# Aethalura marginata
Aethalura marginata là một loài bướm đêm trong họ Geometridae.